# Scheunendachkirche

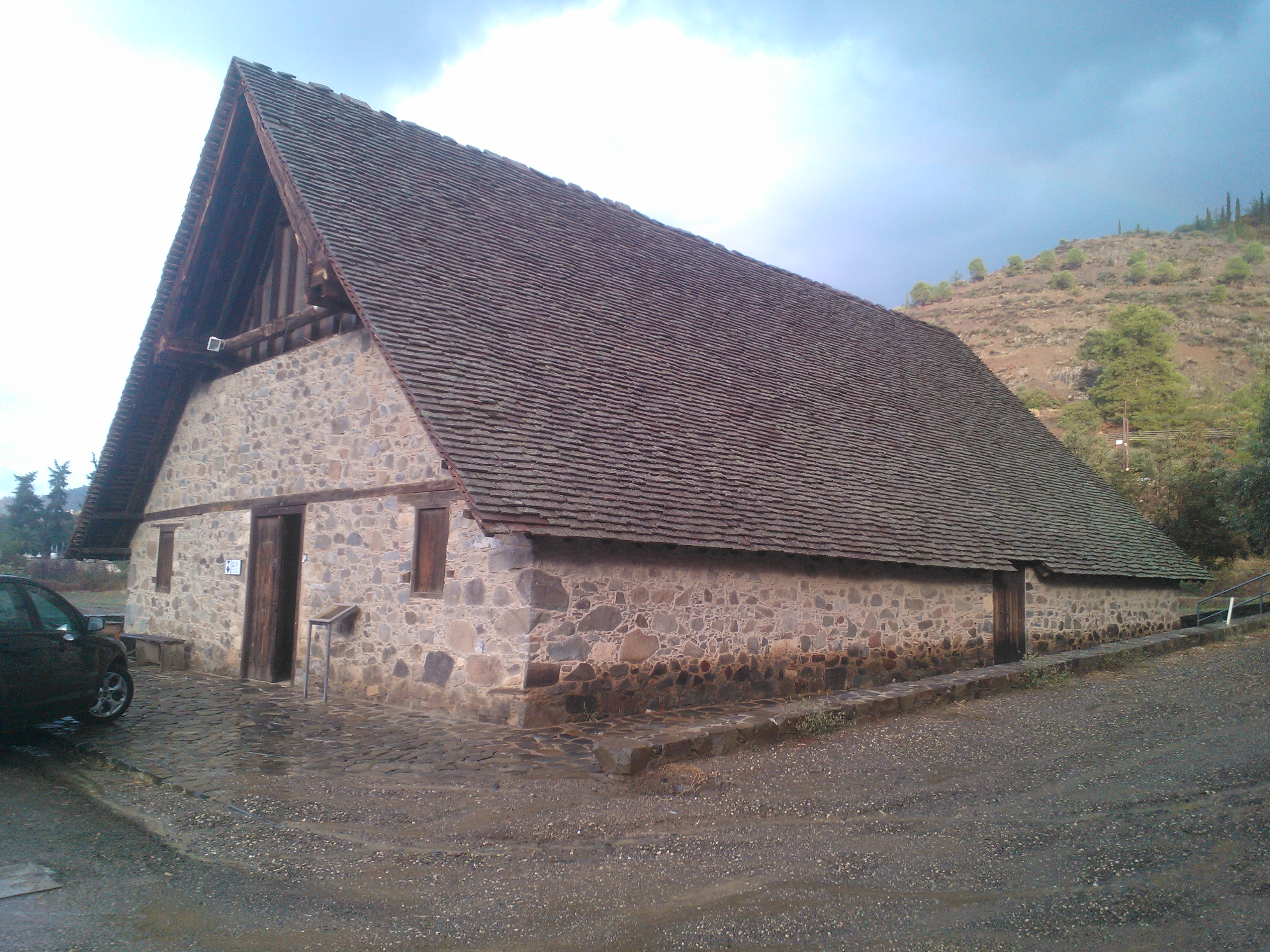
Panagia Podithou in Galata

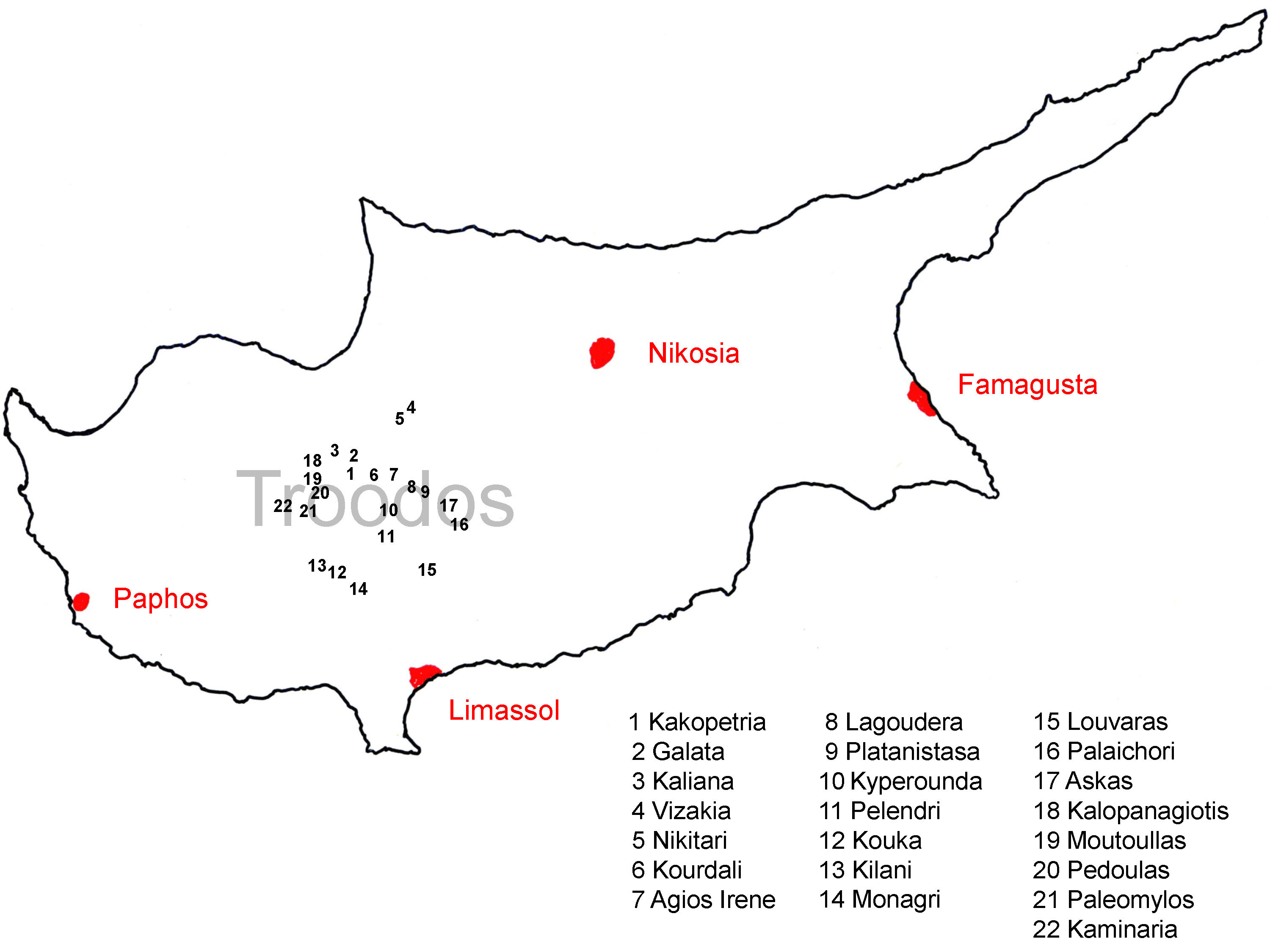
Dörfer mit Scheunendachkirchen im Troodos-Gebirge

Scheunendachkirche ist ein Bautyp einiger Kirchengebäude der zyprisch-orthodoxen Kirche im Troodos-Gebirge auf Zypern. Neun dieser Scheunendachkirchen wurden 1985 von der UNESCO unter der Bezeichnung Bemalte Kirchen im Gebiet von Troodos als Weltkulturerbestätte in das UNESCO-Welterbe aufgenommen, eine weitere folgte 2001.

## Beschreibung
Das äußere Erscheinungsbild dieser Kirchen erinnert mit den tief heruntergezogenen, gegen das regenreiche Klima schützenden Schindeldächern, meist aus Holzschindeln, ohne Glockenturm, an Scheunen, was zur Bezeichnung dieses Bautyps als Scheunendachkirche führte. Einige Kirchen besaßen diese Dächer von Anfang an, so die Panagia tis Asinou bei Nikitari, andere erhielten sie nachträglich, so die Kirche Agios Nikolaos tis Stegis bei Kakopetria. Etwa die Hälfte der von Andreas und Judith A. Stylianou in ihrem grundlegenden Werk über ausgemalte Kirchen in Zypern beschriebenen 61 Kirchen zählt zum Typ der Scheunendachkirchen.
Von außen erscheinen diese Kirchen schlicht und rustikal. Damit kontrastieren innen die prächtig leuchtenden byzantinischen Fresken. Sie geben einen Überblick über die byzantinische und postbyzantinische Malkunst auf Zypern.

## Kirchen

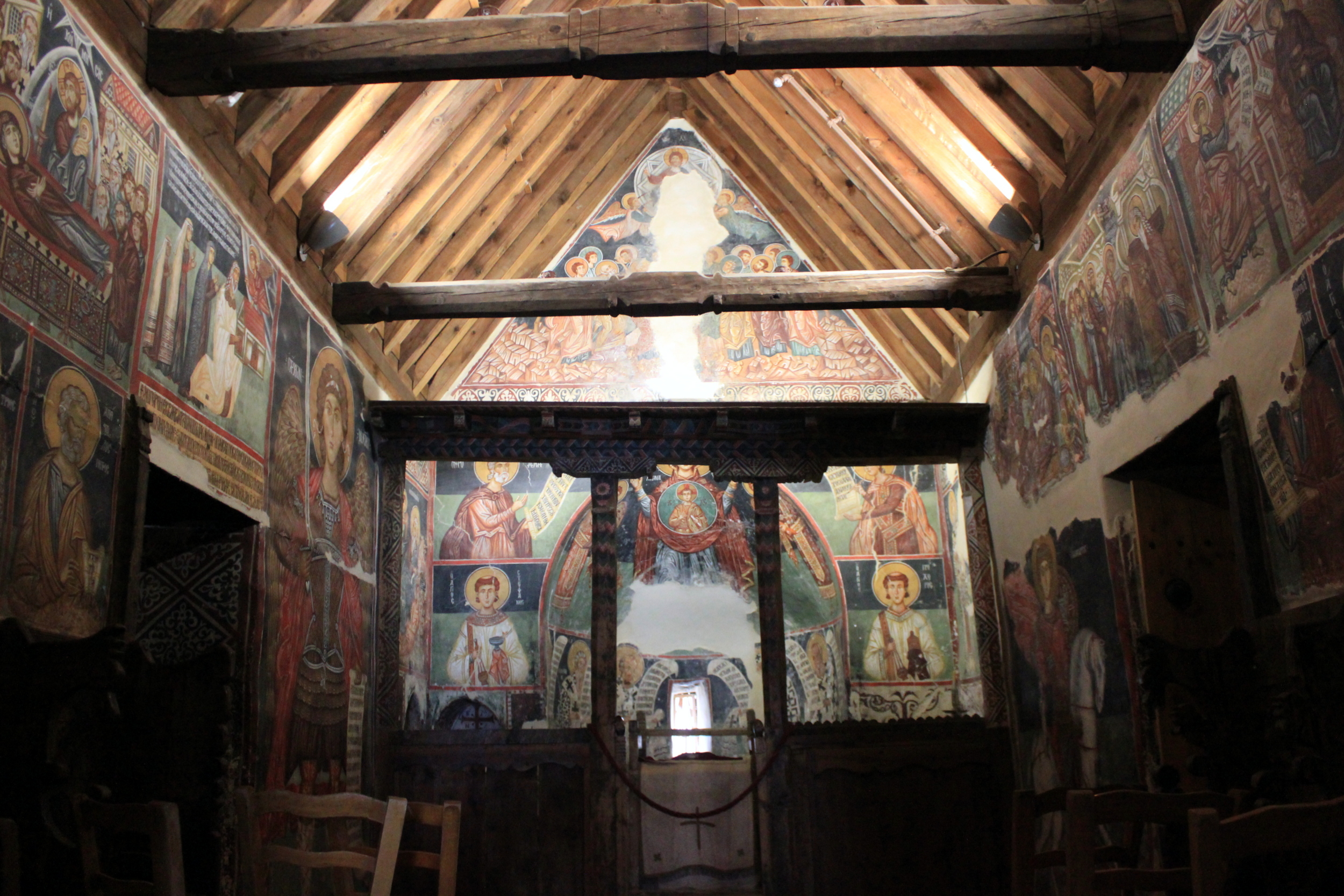
Inneres der Kirche Archangelos Michail in Pedoulas

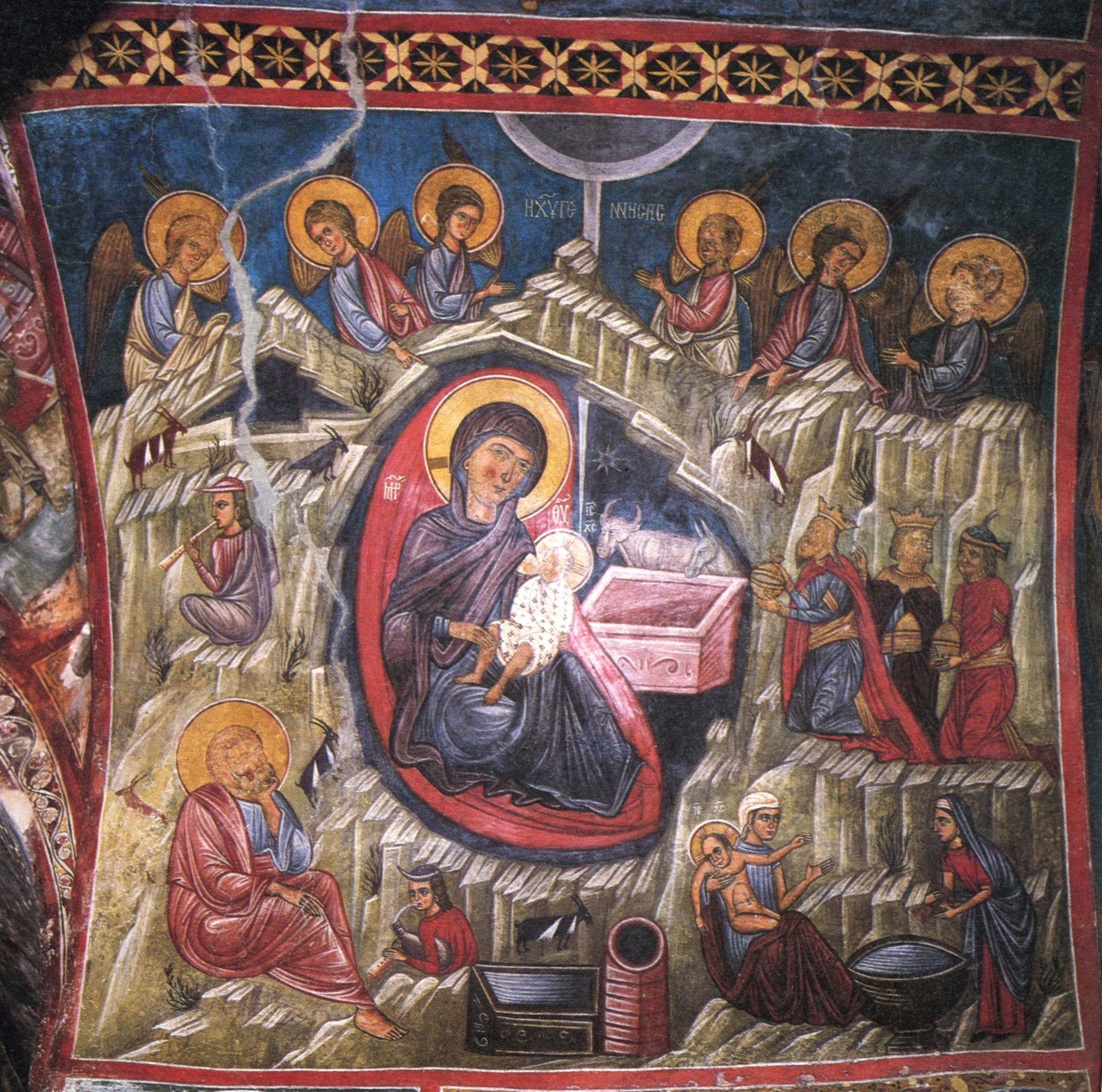
Geburt Jesu in Agios Nikolaos tis Stegis in Kakopetria

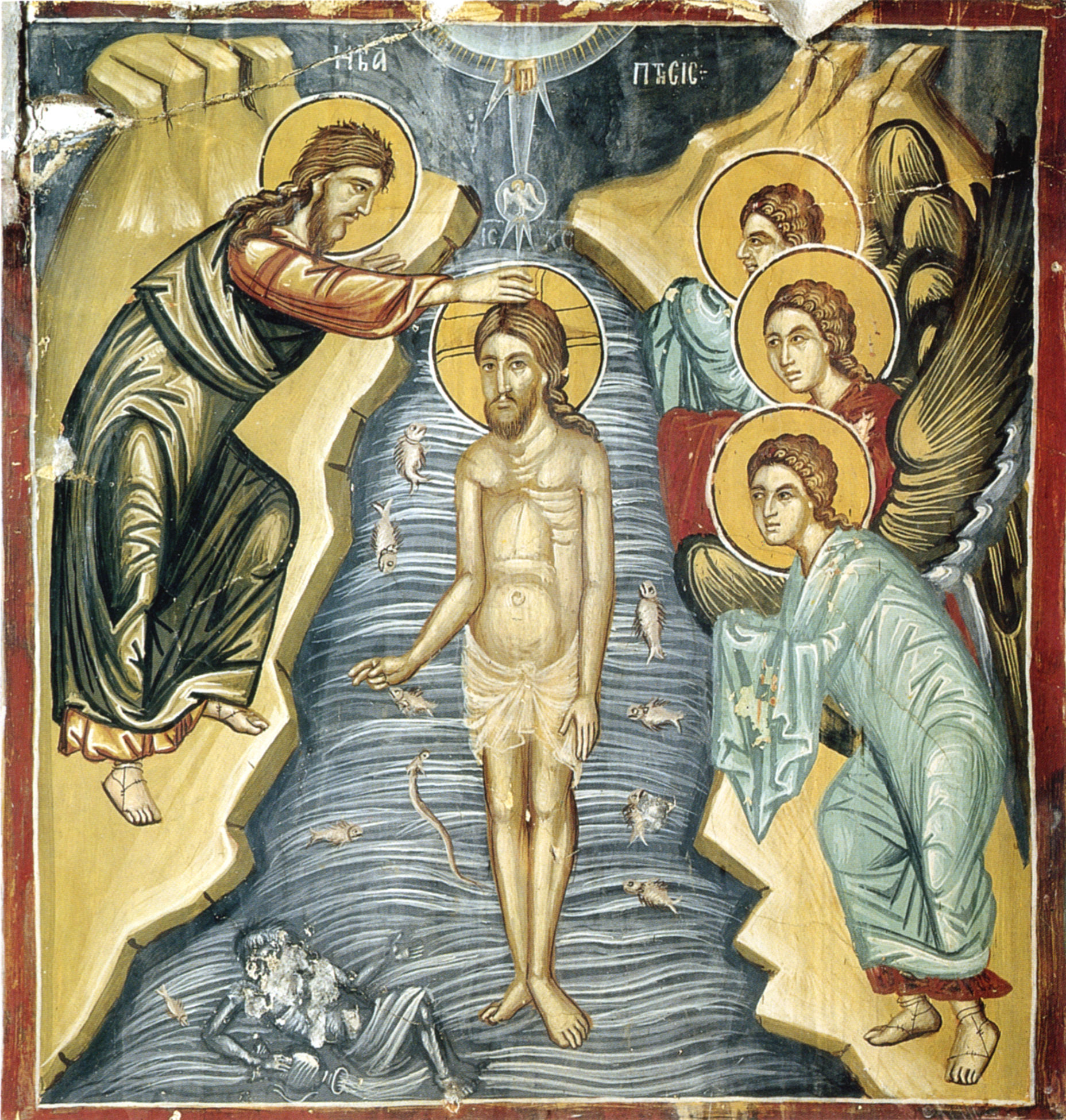
Taufe Jesu in Panagia Theotokos in Galata

Maria zwischen Gabriel und Michael in Metamorfosis tou Sotiros in Palechori

Zu den Scheunendachkirchen des Trodoos-Gebirges zählen unter anderem:

(WE=Bestandteil der Welterbestätte Bemalte Kirchen im Gebiet von Troodos)
- Timios Stavros in Agia Irini
- Agia Christina in Askas
- Agios Ioannis Prodromos in Askas
- Agia Paraskevi in Galata
- Agios Sozomenos in Galata
- Panagia tis Podithou in Galata (WE)
- Panagia Theotokos oder Archangelos in Galata (WE)
- Sts Joachim and Anna in Kaliana
- Agios Andronikos in Kalopanagiotis
- Agios Ioannis Lampadistis in Kalopanagiotis (WE)
- Agios Georgios Perachoritis in Kakopetria
- Agios Nikolaos tis Stegis in Kakopetria(WE)
- Panagia Theotokos in Kakopetria
- Church the Virgin Mary in Kamaria
- Church of Dormition in Kourdali
- Timios Stavros in Kyperounda
- Panagia tou Arakos in Lagoudera (WE)
- Agios Mamas in Louvaras
- Panagia tou Moutoulla in Moutoullas (WE)
- Panagia tis Asinou oder Panagia Forviotissa in Nikitari (WE)
- Metamorfosis tou Sotiros oder Agia Sotira in Palechori (WE)
- Timios Stavros oder Agia Paraskevi in Paleomylos
- Panagia Chrysopantanassa in Palechori
- Panagia Eleousa in Pano Panagia
- Archangelos Michail in Pedoulas (WE)
- Panagia tis Katholiki in Pelendri
- Timios Stavros tou Agiasmati in Platanistasa (WE)
- Panagia Chrysokourdaliotissa in Spilia
- Archangelos Michail in Vizakia